# Il visconte dimezzato
Il visconte dimezzato è un romanzo di Italo Calvino pubblicato nel 1952. È la prima parte della trilogia I nostri antenati, la quale include anche i romanzi brevi Il barone rampante (1957) e Il cavaliere inesistente (1959).
Ambientato in Boemia e in Italia, più precisamente in Liguria, tra la fine del Seicento e l'inizio del Settecento, all'epoca della guerra austro-turca, presenta come tema centrale il problema dell'uomo contemporaneo (dell'intellettuale, per essere più precisi) dimezzato, scisso in due parti distinte. Proprio a tal fine il protagonista è stato dimezzato (da una palla di cannone) secondo la linea di frattura tra bene e male, costruendo una specie di metafora su tutta la storia, che sta a simboleggiare il bene e il male, l'incompletezza dell'uomo e i suoi possibili stati d'animo. Si potrebbe quindi definire un romanzo filosofico. Altri personaggi sono i lebbrosi (cioè gli artisti decadenti), il dottore di dubbia capacità (Trelawney) e il carpentiere (Pietrochiodo), rappresentante la scienza e la tecnica presenti nell'umanità.

## Storia editoriale
La prima edizione de Il visconte dimezzato viene pubblicata da Einaudi nella collana "I gettoni" (n. 9) nel 1952 (12/II). Fu Elio Vittorini, direttore della collana insieme allo stesso Calvino, a sollecitare la pubblicazione del romanzo, vincendo qualche perplessità dello stesso autore: "Mi sembra che il tuo Visconte faccia libro completo e che non si debba lasciarlo ad aspettare chissà quanto come se fosse un mezzo libro"
Le numerose altre edizioni, che non differiscono dalla prima, verranno pubblicate da Einaudi, Mondadori, Garzanti, Utet. Da segnalare un'edizione illustrata da Emanuele Luzzati e pubblicata nel 1975 da Einaudi nella collana Libri per ragazzi; le otto illustrazioni sono tratte da bozzetti di un adattamento televisivo del romanzo.

## Trama
Medardo, un giovane visconte proveniente dal paese di Terralba, arriva insieme al suo scudiero e amico Curzio all'accampamento cristiano in Boemia, per partecipare alla guerra contro i Turchi ma, durante la battaglia, viene colpito da una palla di cannone in pieno petto, che lo divide in due. Viene ritrovata la sola parte destra. I medici del campo riescono a fasciarla e ricucirla, cosicché il visconte, dopo la guerra, fa ritorno a Terralba.
Qui gli abitanti capiscono che del visconte è tornata solo la parte malvagia, che si sbizzarrisce in empietà, tra cui tentare varie volte di uccidere suo nipote. Tutte le sue prodezze gli valgono il soprannome di "il Gramo". Tempo dopo si innamora di Pamela, una contadinella, ma per punirla (perché l'aveva rifiutato) si vendica danneggiando la sua famiglia.
Nel frattempo il nipote del nobile è solito accompagnare il dottor Trelawney, un medico che è stato a servizio dell'esploratore James Cook in giro per il mondo: i due fanno ricerche sui fuochi fatui di notte nei cimiteri. Il ragazzino incontra frequentemente una comunità di ugonotti, tra cui una famiglia che vive commerciando prodotti della terra.
A Pratofungo, paese dei lebbrosi, torna la parte sinistra del visconte - la metà buona, salvata da alcuni eremiti, che esordisce salvando il nipote dal morso velenoso di un ragno. "Il Buono", come viene chiamato, cerca di rimediare tutto quello che è causato dal Gramo. Anche il Buono si innamora di Pamela, che ancora una volta rifiuta il pretendente.
Il Gramo discute con la madre della ragazza del piano architettato per prendersi Pamela. Il Buono, invece, afferma col padre di lei di voler lasciare la città, permettendo al Gramo di sposarla liberamente. La contadina, però, incontra ambedue le metà e rassicura entrambe sulla riuscita del matrimonio.
Arrivato il giorno della cerimonia, il Buono e il Gramo sono sicuri del successo della propria idea, e il primo ad arrivare alla cappella del castello è il Buono, perché il Gramo subisce un lieve infortunio a cavallo. Il Buono riesce così a sposare Pamela, ma il Gramo lo raggiunge poco dopo e lo sfida a duello. Durante la lotta, entrambe le metà tagliano le bende e le cuciture dell'altra. Il dottor Trelawney, che aspettava quest'eventualità, riesce quindi a riunire le due metà riformando il visconte Medardo, che infine sposa Pamela.Il dottor Trelawney viene preso di nuovo da Cook lasciando il narratore senza un amico. Il Visconte, alla fine, diviene un uomo saggio.

## Personaggi

### Personaggi principali
Medardo "il Gramo" (la parte destra)
Una stampella gli permette di camminare, ma preferisce muoversi a cavallo. È crudele e semina il terrore spesso tagliando in due metà le cose che gli capitano a tiro grazie ad un marchingegno costruito dal carpentiere Pietrochiodo. È prevalentemente vestito di nero. Si innamora di Pamela e insiste per sposarla.
Medardo "il Buono" (la parte sinistra)È la parte buona di Medardo. Arriva a Terralba dopo il Gramo, poiché era rimasto in Boemia. Impegnato a riparare tutte le ingiurie inflitte dal Medardo cattivo. Ha un mantello nero sgualcito e si sposta a dorso di mulo. Anche questa parte si innamora di Pamela, per questo si scontra in duello con il Gramo per averla come sposa.
Il narratoreÈ un ragazzino anonimo, nipote di Medardo ed orfano di genitori; nasce dalla sorella maggiore del visconte e da un bracconiere di passaggio e all'inizio della storia ha circa otto anni. Allevato dalla balia Sebastiana.
PamelaÈ cresciuta come una pastorella, ma sa come comportarsi in ogni occasione. La mamma vuole farle sposare il Buono poiché gentile  e il papà il Gramo poiché ricco,  infine sposerà il visconte Medardo in persona.

### Personaggi secondari
Dottor Trelawney
Medico, anni prima della vicenda è naufragato a Terralba, dove poi è rimasto. Spesso si porta dietro il bambino-narratore e insieme vagano per i cimiteri in cerca di fuochi fatui; in compenso difficilmente si avvicina agli ammalati o studia effettivamente la medicina, interessandosene solo quando scopre l'arrivo del Buono.
Il conte AiolfoÈ il padre di Medardo e nonno del narratore. Appassionato di uccelli, vive in una voliera dove ammaestra i suoi animali; muore poco dopo il ritorno del figlio, per il dolore delle cattiverie del Gramo.
SebastianaÈ la balia di Medardo, che ha il coraggio di rimproverarlo per le sue malefatte; in compenso ella non distingue dall'aspetto la metà cattiva del visconte (destra) da quella buona (sinistra), rimproverando quest'ultima per le cose fatte dalla prima; viene mandata a Pratofungo, la città dei lebbrosi, con un sotterfugio dal Gramo.
GalateoUn lebbroso che vive a Pratofungo, in un clima spensierato e scanzonato, ma che frequentemente passa a Terralba a chiedere in elemosina del cibo. Annuncia il suo arrivo da lontano suonando un corno da caccia in modo che tutte le persone possano rifugiarsi nella propria casa per evitare il contagio della lebbra.
I genitori di PamelaDue contadini che, a differenza della figlia, non sono molto accorti e corretti. Arrivano persino a tentare di legare Pamela in casa loro per consegnarla al visconte cattivo come sposa.
CurzioAssistente del visconte, rispetto al quale ha più esperienza nelle battaglie. Viene ferito nello scontro iniziale contro i turchi e la sua sorte rimane incerta.
PietrochiodoCarpentiere di Terralba incaricato di costruire forche sempre più ingegnose dal Gramo.
UgonottiVivono in una comunità presso Terralba, frequentemente perseguitati dal visconte. Vivono commerciando cereali e si irritano quando il Buono prova a convincerli di diminuirne il prezzo a beneficio della povera gente di Terralba. Persi tutti i loro libri sacri, conservano solo una vaga memoria dei loro culti, ad esempio intonano dei salmi di cui non ricordano il testo. Spicca la figura di un ragazzino, Esaù, che ama combinare monellerie, rubando insieme a dei coetanei, e che frequenta il narratore; suo padre Ezechiele è un uomo anziano dalla forte religiosità, il cui intercalare preferito è "Peste e carestia!"; sua moglie, che sembra conservare una propria religiosità, appare anch'essa autoritaria.
AsinoHa aiutato Medardo ad andare dagli Ugonotti e a fare molte altre cose, punto focale per il movimento del visconte.

## Riferimenti ad altre opere
Nel nome del medico, il dottor Trelawney, si può vedere un omaggio a Stevenson, l'autore del romanzo L'isola del tesoro: uno dei personaggi è Squire Trelawney, mandante e finanziatore della missione che è oggetto del romanzo.

## Senso dell'opera
Nella Nota 1960, in calce alla trilogia, Calvino sostiene che "il mio intento era combattere tutti i dimidiamenti dell'uomo, auspicare l'uomo totale, questo è certo". Tuttavia, essendo il "Medardo intero" privo di una sua personalità, le due parti separate risultavano molto più interessanti e "umane". A esse lo scrittore fa declamare un "elogio del dimidiamento" e un'invettiva contro la "ottusa interezza": Medardo ritiene che l'interezza significhi superficialità e indifferenza. L'essere dimezzati, invece, permette di cogliere gli aspetti più profondi della realtà e degli altri. Inoltre, ciò consente di condividere le sofferenze degli altri e, di conseguenza, cercare di essere loro di aiuto, il che gioverà anche al proprio personale benessere.
In un'intervista con gli studenti di Pesaro dell'11 maggio 1983, Calvino ha voluto spiegare perché ha raccontato di un uomo diviso in due:
(Italo Calvino)